# Stazione di Maiorisi
La stazione di Maiorisi è stata una fermata ferroviaria posta lungo la ex linea ferroviaria Sparanise-Gaeta chiusa il 23 marzo 1957, era a servizio di Maiorisi, frazione del comune di Teano.

## Storia
La primitiva stazione era posta a qualche centinaia di metri più a ovest rispetto a quella successiva e fu distrutta a seguito della seconda guerra mondiale. L'8 maggio 1949 venne inaugurata la nuova fermata dove continuò il suo esercizio fino al 23 marzo 1957 insieme alla tratta Sparanise-Minturno.

## Strutture e impianti
La fermata era dotata di un fabbricato viaggiatori e di due binari passanti. Nel 2018 non rimane nessuna traccia dell'infrastruttura: il fabbricato viaggiatori fu demolito alla fine del 2008 per far spazio ad un parcheggio di un centro commerciale e i due binari vennero smantellati.